# Sceloporus undulatus
Espèce
Synonymes
- Stellio undulatus Bosc & Daudin in Sonnini & Latreille, 1801
- Lacerta hyacinthina Green, 1818
- Lacerta fasciata Green, 1818
- Lopherpes dicyanelus Rafinesque, 1832
- Sceloporus thayerii Baird & Girard, 1852
- Sceloporus undulatus thayerii Baird & Girard, 1852
- Sceloporus floridanus Baird, 1859
- Sceloporus garmani Boulenger, 1882

Statut de conservation UICN

 LC  : Préoccupation mineure
Sceloporus undulatus est une espèce de sauriens de la famille des Phrynosomatidae.

## Répartition
Cette espèce se rencontre :
- au Canada en Colombie-Britannique ;
- aux États-Unis sur la plupart du territoire ;
- au Mexique dans le Chihuahua, dans le nord-est du Durango, dans le Coahuila, dans le nord-ouest du Nuevo León et dans le nord du Zacatecas [1].

## Description

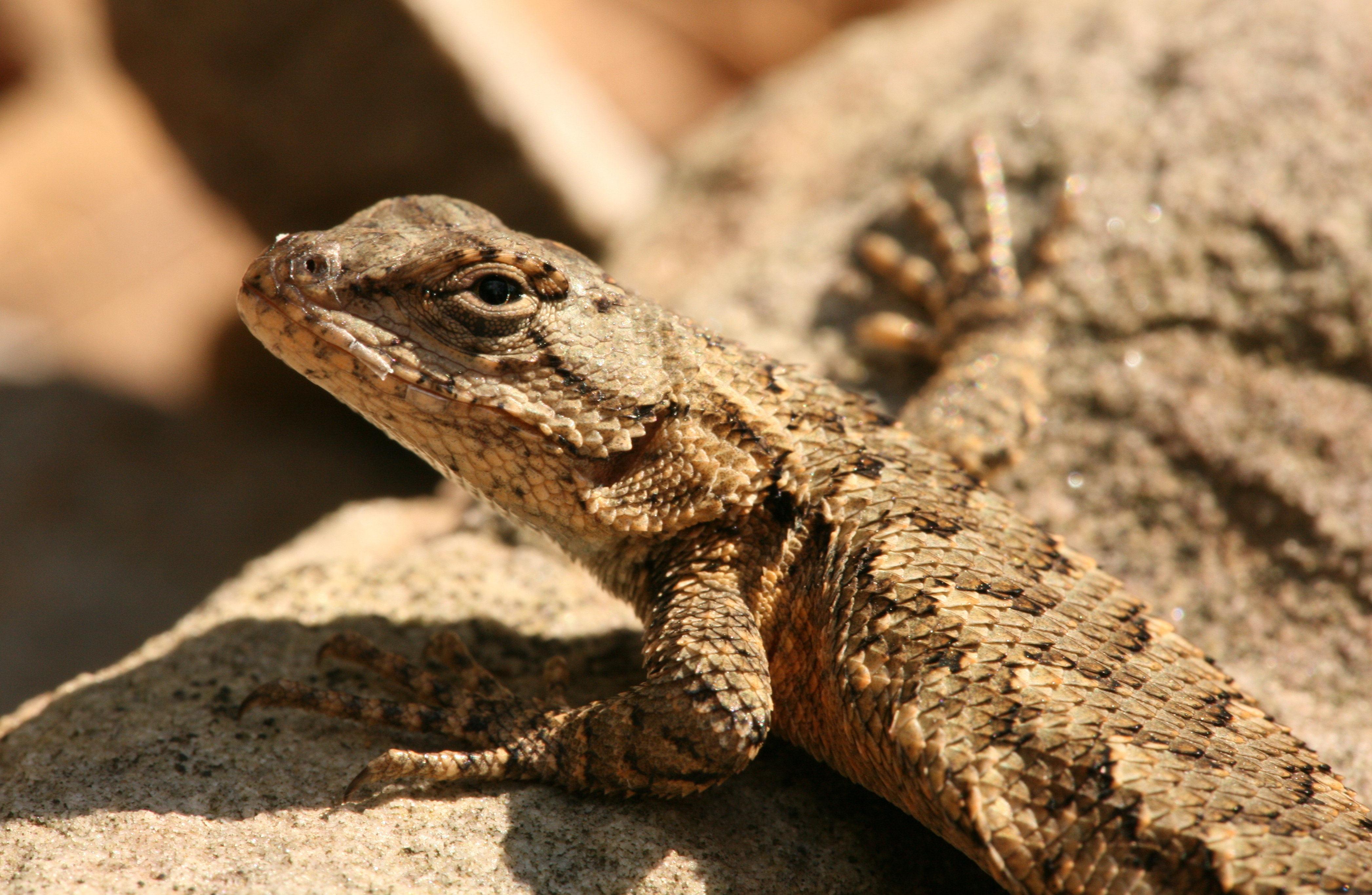

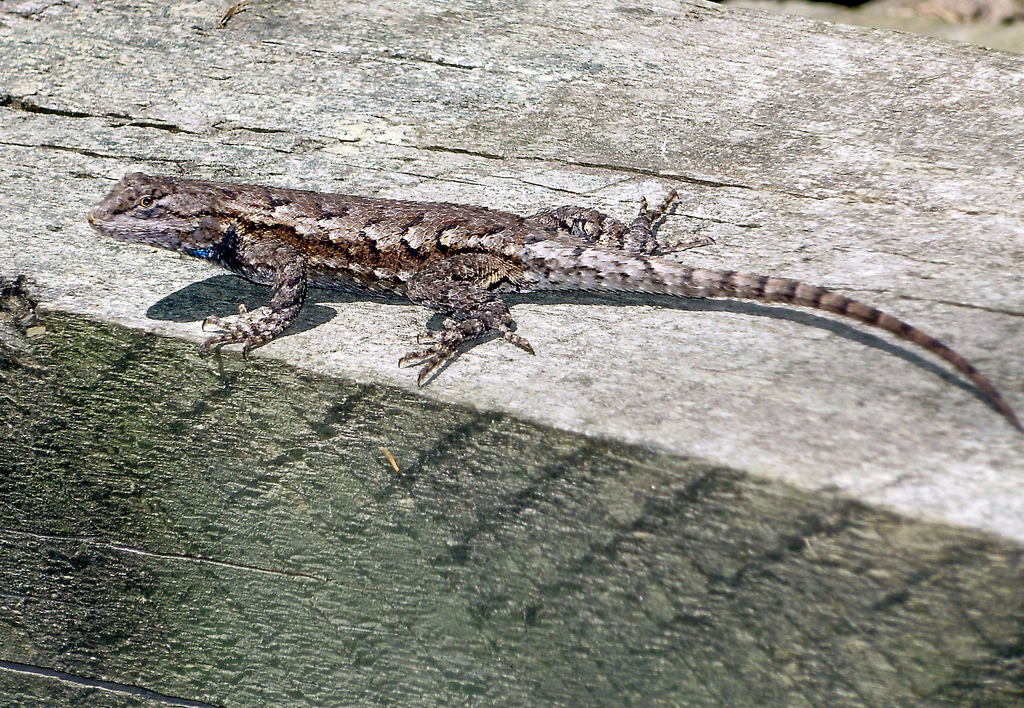

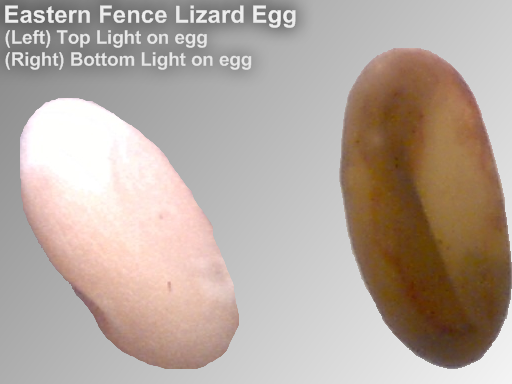
Œufs de Sceloporus undulatus

Sceloporus undulatus est une espèce de lézards ovipares de taille moyenne que l'on trouve aux lisières des forêts, dans les tas de roches et les billes de bois ou dans les souches pourrissantes. Son aire de répartition s'étend depuis le Sud de l'État de New York, le New Jersey et la Pennsylvanie, les États du Sud-Est des États-Unis jusqu'aux Grandes Plaines et, au sud, jusqu'au Nord du Mexique.
Il peut mesurer 10 à 17 cm de long. Il est généralement de couleur grise ou brune, avec des écailles carénées avec une ligne sombre qui longe l'arrière de la cuisse. Les femelles sont généralement grises et ont une série de lignes ondulées noires à travers leur dos. Leur ventre est blanc avec des taches noires. Ils sont légèrement bleu pâle sur la gorge et le ventre. Les mâles sont habituellement de couleur brune mais pendant l'été, ont beaucoup plus de couleur bleu-vert et noire sur les côtés du ventre et la gorge que la femelle. Les jeunes ressemblent aux femelles, mais sont plus foncés et plus ternes.
Il ressemble beaucoup au lézard des palissades mais en diffère légèrement par sa coloration et le fait qu'il vive dans une zone et un habitat totalement différents.
Ce sont des animaux diurnes qui passent beaucoup de leur temps à se prélasser. Leur régime alimentaire se compose principalement d'insectes et d'araignées. Surpris, ils se précipitent vers un arbre à proximité, y grimpent sur une courte distance, puis se cachent de l'autre côté du tronc, se déplaçant autour pour rester du côté opposé de celui qui s'en approche.
Ils s'accouplent au printemps, et pondent de 3 à 16 œufs en fin de printemps ou au début de l'été. Les jeunes éclosent en été et en automne.
Ils peuvent faire de bons animaux familiers car certains sont très dociles, mais d'autres peuvent être très féroces, et sont mieux seuls.
Ils souffrent des attaques des fourmis de feu qui tentent de leur soulever les écailles leur ventre mou, et de lui injecter un venin neuromusculaire toxique qui les tuerait. Les lézards se sont adaptés par un allongement rapide de leurs pattes pour échapper plus rapidement aux fourmis qui peuvent les tuer en moins d'une minute.

## Liste des sous-espèces
Selon The Reptile Database (3 septembre 2014) :
- Sceloporus undulatus elongatus Stejneger, 1890
- Sceloporus undulatus erythrocheilus Maslin, 1956
- Sceloporus undulatus garmani Boulenger, 1882
- Sceloporus undulatus hyacinthinus (Green, 1818)
- Sceloporus undulatus speari Smith, Chiszar & Lemos-Espinal, 1995
- Sceloporus undulatus tedbrowni Smith, Bell, Applegarth & Chiszar, 1992
- Sceloporus undulatus undulatus (Bosc & Daudin, 1801)

## Taxinomie
Les sous-espèces Sceloporus undulatus tristichus et Sceloporus undulatus edbelli ont finalement été élevées au rang d'espèce.

## Étymologie
Le nom de l'espèce, undulatus, vient du latin undulatus, ondulé, qui fait référence aux barres dorsales de cette espèce. Les sous-espèces sont nommées :
- elongatus : vient du latin elongatus, allongé, en référence à la queue et aux pattes allongées de cette sous-espèce[1] ;
- erythrocheilus : vient du grec erythros, rouge, et de, cheilos, la lèvre, en référence à la coloration rougeâtre des lèvres et des écailles adjacentes chez les mâles reproducteurs de cette sous-espèce[1] ;
- garmani : nommée en l'honneur de Samuel Garman[3] ;
- hyacinthinus : vient du latin hyacinthinus, bleu, en référence à l'aspect abdominal de cette sous-espèce[1] ;
- speari : nommée en l'honneur de Norman E. Spear[3] ;
- tedbrowni : nommée en l'honneur de Ted L. Brown[1].

## Publications originales
- Boulenger, 1883 "1882" : Description of an apparently new species of lizard of the genus Sceloporus. Proceedings of the Zoological Society of London, vol. 1882, p. 761-762 (texte intégral).
- Green, 1818 : Descriptions of several species of North American Amphibia, accompanied by observations. Journal of the Academy of Natural Sciences of Philadelphia, vol. 1, p. 348-359 (texte intégral).
- Maslin 1956 : Sceloporus undulatus erythrocheilus ssp. nov. (Reptilia, Iguanidae), from Colorado. Herpetologica, vol. 12, p. 291-294.
- Sonnini de Manoncourt & Latreille, 1801 : Histoire naturelle des reptiles : avec figures dessinées d'après nature, vol. 2, p. 1–332 (texte intégral).
- Smith, Bell, Applegarth & Chiszar, 1992 : Adaptive convergence in the lizard superspecies Sceloporus undulatus. Bulletin of the Maryland Herpetological Society, vol. 28, p. 123-149.
- Smith, Chiszar, Lemos-Espinal & Bell, 1995 : The Cabeza de Vaca Basin subspecies of the lizard Sceloporus undulatus. Transactions of the Kansas Academy of Science, vol. 98, no 1-2, p. 44-60.
- Stejneger, 1890 : Results of a biological survey of the San Francisco Mountain region and Desert of the Little Colorado, Arizona. Part V. Annotated list of reptiles and batrachians collected by Dr C. Hart Merriam and Vernon Bailey on the San Francisco Mountain Plateau and Desert of the Little Colorado, Arizona, with descriptions of new Species. North American Fauna, no 3, p. 103-118 (texte intégral).